# 英戈沙金站
英戈沙金站（德語：S-Bahnhof Englschalking）是一座慕尼黑快铁8号线位于博根豪森的一座车站。